# Joaquín Castro
Joaquín Castro (San Antonio, 16 settembre 1974) è un politico e avvocato statunitense, membro della Camera dei rappresentanti per lo stato del Texas dal 2013.

## Biografia
Nato e cresciuto a San Antonio in una famiglia di origini messicane, Castro studiò a Stanford e Harvard; dopo la laurea in legge lavorò come avvocato presso uno studio legale privato e nel frattempo si dedicò alla politica con il Partito Democratico.
Nel 2002 venne eletto all'interno della legislatura statale del Texas e vi rimase fino al 2013, quando approdò alla Camera dei Rappresentanti per il seggio lasciato dal deputato Charlie Gonzalez.
Joaquín Castro ha un fratello gemello, Julián, eletto sindaco di San Antonio nel 2009 e scelto dal Presidente Obama come Segretario della Casa e dello Sviluppo Urbano nel 2014.